# Melitaea kirgisica
Melitaea kirgisica är en fjärilsart som beskrevs av Felix Bryk 1940. Melitaea kirgisica ingår i släktet Melitaea och familjen praktfjärilar. Inga underarter finns listade i Catalogue of Life.